# Călimani - Gurghiu
Călimani - Gurghiu este o arie protejată (sit de importanță comunitară — SCI) din România, desemnată în scopul protejării biodiversității și menținerii într-o stare de conservare favorabilă a florei spontane și faunei sălbatice, precum și a habitatelor naturale de interes comunitar aflate în arealul zonei de protecție. Aceasta se întinde pe o suprafață de 135.257 ha, integral pe uscat.

## Localizare
Situl Călimani - Gurghiu se întinde pe teritoriile administrative ale județelor Bistrița-Năsăud (Bistrița Bârgăului),  Harghita (Bilbor, Joseni, Praid, Toplița) Mureș (Chiheru de Jos, Deda, Eremitu, Gurghiu, Ibănești, Lunca Bradului, Răstolița, Rușii-Munți, Sovata, Stânceni, Vătava) și Suceava (Șaru Dornei, Dorna Candrenilor, Panaci, Poiana Stampei). Centrul acestuia este situat la coordonatele este situat la coordonatele 46°54′52″N 25°07′17″E / 46.914506°N 25.121342°E.

## Înființare
Situl Călimani - Gurghiu (ROSCI0019) a fost declarat sit de importanță comunitară în decembrie 2007 pentru a proteja 9 specii de plante și 33 de specii de animale.

## Biodiversitate
Situată în ecoregiunile alpină și continentală, aria protejată conține 25 de habitate naturale: Râuri de munte și vegetația erbacee de pe malurile acestora, Cursuri de apă de la nivel de câmpie la nivel montan, cu vegetație Ranunculion fluitantis și Callitricho-Batrachion, Pajiști alpine și boreale, Fânețe montane, Turbării active, Formațiuni pioniere alpine de Caricion bicoloris-atrofuscae, Pante stâncoase silicioase cu vegetație casmofită, Peșteri inaccesibile publicului, Păduri de fag Luzulo-Fagetum, Păduri de fag Asperulo-Fagetum, Păduri de stejar și carpen Galio-Carpinetum, Păduri pe pante, grohotișuri și ravene de Tilio-Acerion, Păduri aluvionare cu Alnus glutinosa și Fraxinus excelsior (Alno-Padion, Alnion incanae, Salicion albae), Păduri de fag dacice (Symphyto-Fagion), Păduri de stejar și de carpen dacice, Păduri acidofile de Picea de la nivel montan la nivel alpin (Vaccinio-Piceetea), Păduri alpine de Larix decidua și/sau Pinus cembra, Tufărișuri cu Pinus mugo și Rhododendron hirsutum (Mugo-Rhododendretum hirsuti), Pajiști boreale și alpine pe substrat silicios, Pajiști alpine și subalpine calcaroase, Formațiuni ierboase bogate în specii de Nardus, dezvoltate pe substraturi silicioase în zone montane (și în zone submontane, în Europa continentală), Pajiști stepice subpanonice, Pajiști cu Molinia pe soluri calcaroase, turboase sau argilos-nămoloase (Molinion caeruleae), Liziere de ierburi înalte hidrofile de câmpie și de nivel montan până la alpin, Pajiști aluvionare inundabile, de Cnidion dubii.
La baza desemnării sitului se află mai multe specii protejate:
- plante (9): Angelica palustris, Campanula serrata, papucul doamnei (Cypripedium calceolus), mușchi (Dicranum viride), Hamatocaulis vernicosus, Iris aphylla subsp. hungarica, curechi de munte (Ligularia sibirica), Meesia longiseta, Tozzia carpathica
- amfibieni (4): izvoraș-cu-burta-galbenă (Bombina variegata), triton cu creastă (Triturus cristatus), Triturus montandoni, tritonul comun transilvănean (Triturus vulgaris ampelensis)
- mamifere (12): liliac cârn (Barbastella barbastellus), lupul (Canis lupus), vidră de râu (Lutra lutra), râs eurasiatic (Lynx lynx), liliac cu aripi lungi (Miniopterus schreibersii), liliac cu urechi mari (Myotis bechsteinii), liliac cu urechi de șoarece (Myotis blythii), liliac cărămiziu (Myotis emarginatus), liliac comun (Myotis myotis), liliacul mare cu potcoavă (Rhinolophus ferrumequinum), liliacul mic cu potcoavă (Rhinolophus hipposideros), urs brun (Ursus arctos)
- nevertebrate (12): Carabus hampei, Carabus variolosus, croitorul mare al stejarului (Cerambyx cerdo), Cucujus cinnaberinus, fluturele flitirar (Euphydryas maturna), Euplagia quadripunctaria, Leptidea morsei, rădașcă (Lucanus cervus), fluturele purpuriu (Lycaena dispar), Osmoderma eremita Complex, Pholidoptera transsylvanica, croitorul alpin (Rosalia alpina)
- pești (5): moioagă (Barbus petenyi), hadină (Eudontomyzon danfordi), lostriță (Hucho hucho), porcușor de vad (Romanogobio uranoscopus), câră (Sabanejewia balcanica)

Pe lângă speciile protejate, pe teritoriul sitului au mai fost identificate 79 de specii de plante, 2 specii de amfibieni, 6 specii de mamifere, 5 specii de nevertebrate, 2 specii de pești, 3 specii de reptile.